# Henry Underhill, Baron Underhill
Henry Reginall „Reg“ Underhill, Baron Underhill CBE (* 8. Mai 1914; † 12. März 1993 in Epping, Essex) war ein britischer Politiker und Funktionär der Labour Party, der zwischen 1972 und 1979 Nationaler Agent der Labour Party war und 1979 als Life Peer aufgrund des Life Peerages Act 1958 Mitglied des House of Lords wurde.

## Leben

### Parteifunktionär und Aufstieg zum Nationalen Agenten der Labour Party
Underhill begann nach seiner Beendigung seiner Schulausbildung an der Leyton Central School 1929 eine berufliche Tätigkeit beim Versicherer Lloyd’s of London und trat 1930 als Sechzehnjähriger der Labour Party als Mitglied bei. Drei Jahre später wurde er 1933 als 19-jähriger Vize-Vorsitzender der Labour Party-Wahlkreisorganisation Leyton West und kurze Zeit später Mitarbeiter in der Parteizentrale der Labour Party im Londoner Transport House, in der er zunächst bis 1939 Angestellter war. Daneben fungierte er zwischen 1937 und 1948 als ehrenamtlicher Sekretär der Labour Party im Wahlkreis Leyton West. Während des Zweiten Weltkrieges leistete er seinen Militärersatzdienst beim Nationalen Feuerwehrdienst (National Fire Service).
Nach Kriegsende kehrte Underhill 1945 in die Parteizentrale zurück und war zunächst Assistent des Generalsekretärs der Labour Party, Morgan Phillips, kurz darauf aber von 1945 bis 1947 Verwaltungsassistent des Nationalen Agenten der Partei war. Nach einer darauf folgenden einjährigen Tätigkeit als Propagandamitarbeiter, verließ er 1948 die Parteizentrale im Transport House und fungierte zwischen 1948 und 1960 als Regionalorganisator der Labour Party in der Region West Midlands.
1960 kehrte er abermals in die Parteizentrale zurück und wurde Assistent des Nationalen Agenten der Partei, Leonard Williams. Diese Funktion behielt er auch unter den beiden Nachfolgern von Williams, Sara Barker und Ron Hayward.
Nachdem Ron Hayward 1972 als Nachfolger von Harry Nicholas Generalsekretär der Labour Party wurde, übernahm Underhill von Hayward schließlich selbst die Funktion als Nationaler Agent der Labour Party und bekleidete diese bis zu seiner Ablösung durch David Hughes 1979. Als Nationaler Agent der Labour Party bekleidete er einen der höchsten Posten innerhalb der Parteiorganisation und war unter anderem für Mitgliederangelegenheiten und die Lösung parteiinterner Probleme zuständig.
Für seine Verdienste wurde er 1976 zum Commander des Order of the British Empire (CBE) ernannt.

### Oberhausmitglied und Europa-Anhänger
Durch ein Letters Patent vom 12. Juli 1979 wurde Underhill aufgrund des Life Peerages Act 1958 als Life Peer mit dem Titel Baron Underhill, of Leyton in Greater London, in den Adelsstand erhoben und gehörte bis zu seinem Tod dem House of Lords als Mitglied an. 
Seine offizielle Einführung (House of Lords) erfolgte am 17. Juli 1979 mit Unterstützung durch Annie Llewelyn-Davies, Baroness Llewelyn-Davies of Hastoe und Albert Murray, Baron Murray of Gravesend.
Während seiner Mitgliedschaft im Oberhaus war er zwischen 1980 und 1990 Sprecher der oppositionellen Labour-Fraktion für Verkehrspolitik. 1982 wurde er zugleich zum stellvertretenden Vorsitzenden der Labour-Fraktion im Oberhaus (Deputy Leader of the Opposition in the House of Lords) gewählt und übte diese Funktion bis 1989 aus. In dieser Funktion folgte er Cledwyn Hughes, Baron Cledwyn of Penrhos, der wiederum als Nachfolger von Fred Peart, Baron Peart als Führer der Opposition im Oberhaus (Leader of the Opposition in the House of Lords) geworden war. Daneben fungierte er zwischen 1983 und seinem Tod auch als Sprecher der Opposition für Wahlangelegenheiten.
Baron war Unterstützer der Gewerkschaft APEX (Association of Professional, Executive, Clerical and Computer Staff) und wurde mit deren Goldmedaille ausgestattet, bevor die Gewerkschaft 1989 Teil der Gewerkschaft GMB (General, Municipal, Boilermakers and Allied Trade Union) wurde.
Baron Underhill war ein moderater Anhänger einer britischen Mitgliedschaft in den Europäischen Gemeinschaften und führte dazu in einer Oberhausdebatte zum Vertrag von Maastricht am 17. Februar 1992 aus:
„Als der Vertrag erstmals geschrieben wurde, hatte ich ihn gelesen und realisiert, dass er kein perfektes Instrument sei. Aber auch die Römischen Verträge waren kein perfektes Instrument, dennoch hielt ich es für möglich für den Beitritt zu den Europäischen Gemeinschaften 1973 zu stimmen. Wir müssen uns in Erinnerung rufen, dass der britische Handel mit Europa wesentlich ist. Eine Ablehnung dieses Vertrages von Maastricht würde dazu führen, dass das Vereinigte Königreich an die Peripherie Europas rückt, aber Großbritanniens Zukunft erfordert, dass wir im Herzen Europas sein sollten.“
‚'When the treaty was first produced - I have read it - I realised that it was not a perfect instrument. Equally the Treaty of Rome was not a perfect instrument, yet I found it possible in the referendum of 1979 to vote to join the Community. We must keep in mind that Britain's trade in Europe is substantial. Rejection of the treaty is likely to move the United Kingdom out of the periphery of Europe, but Britain's future requires that we should be at its heart.‘